# Nyersanyag-előkészítés
A nyersanyag-előkészítés primer és szekunder nyersanyagokkal, továbbá szilárd-folyadék és szilárd-gáz rendszerekkel  foglalkozik. Ezek az anyagok ásványi, mezőgazdasági, vegyipari eredetűek, vagy ipari ill. lakossági hulladék anyagok. A nyersanyag-előkészítés témakör már nemcsak a bányászathoz, hanem az energiaiparhoz, építőiparhoz, szilikátiparhoz, a környezetvédelmi, a hulladékfeldolgozási és vízgazdálkodási szakterületekhez, a kohászathoz, a gyógyszergyártáshoz, a mezőgazdasághoz és az élelmiszeriparhoz is kapcsolódik.